# Gin Zarbo
Gin Zarbo (* 29. Juli 1993) ist eine Schweizer Comiczeichnerin mit italienischen und dominikanischen Wurzeln. Sie zeichnet ihre Werke im Manga-Stil, weswegen sie auch als Mangaka bezeichnet wird.

## Biografie
Gin Zarbo wurde 1993 in der Schweiz geboren und interessierte sich bereits seit ihrer Kindheit für Manga. Inspiriert wurde sie von japanischen Werken wie Naruto, Bleach, Dragonball und D.Gray. Besonders der Stil des japanischen Mangakas Tite Kubo beeinflusste sie nach eigenen Angaben sehr. Bereits im Alter von 13 Jahren hatte sie das Ziel, selbst Manga-Künstlerin zu werden. Gin Zarbo spezialisierte sich hauptsächlich auf das traditionelle Zeichnen mit Feder und Tusche, da es ihr laut einem Altralive-Interview wesentlich mehr Freude an ihrer Arbeit beschert. Lediglich die Raster werden nach dem Scannen digital eingefügt. Ihr Stil orientiert sich am klassischen Shōnen-Manga, greift aber auch oft auf blutige Horrorelemente zurück.
Ihre Zwillingsschwester Ban Zarbo ist ebenfalls Mangastil-Comiczeichnerin. Ihr aktueller Comic Cold - Die Kreatur erscheint ebenfalls bei Altraverse.

## Werdegang
2014 erschien Gin Zarbos erster Comic Cope Soul im Eigenverlag, welchen sie zuvor auf der Internetplattform Animexx veröffentlicht hatte. Von 2017 bis 2019 erschien ihre Serie Undead Messiah beim Verlag Tokyopop, welche in drei Bänden abgeschlossen ist. Derzeit erscheint ihr aktuelles Werk Das Geheimnis von Scarecrow bei Altraverse, welches neben dem deutschen Original inzwischen auch ins Schwedische, Italienische und Französische übersetzt wurde. Die Reihe wurde auf insgesamt sechs Bände angelegt, wovon bereits 5 erschienen sind.
2021 gewann Gin Zarbo mit Das Geheimnis von Scarecrow den AnimaniA Award in der Kategorie Bester Manga National.
Im März 2025 startete mit Manga Issho zudem ein neues Manga-Magazin von Altraverse sowie vier weiteren europäischen Verlagen. Für die erste Ausgabe zeichnete Gin Zarbo nicht nur das Coverbild, sondern außerdem noch die erste der insgesamt 14 im Magazin enthaltenen Geschichten.

## Werke
- Cope Soul (2014)
- Undead Messiah (2017–2019)
- Das Geheimnis von Scarecrow (seit 2020)